# Le Journal des enfants (Belgique)
Cet article concerne l'hebdomadaire belge. Pour l'hebdomadaire français, voir Le Journal des enfants (France).
Pour les articles homonymes, voir JDE.
Le Journal des enfants (en abrégé : JDE) est un hebdomadaire belge d'actualité publié en français à l'intention des enfants de huit à treize ans par le groupe Vers l'Avenir.
Le JDE belge a été créé le 23 octobre 1992 par Carl Vandoorne, suivant le concept du JDE français publié depuis 1984. Il propose six pages d'articles d'actualité, avec une définition des termes difficiles, une rubrique scientifique, un jeu en néerlandais, une page sport et une page détente et loisirs. Chaque semaine, un supplément pédagogique téléchargeable en ligne propose aux enseignants une série d'exercices sur le contenu du journal à réaliser en classe. Le dossier du mois est un supplément mensuel consacré à un sujet d'actualité ou de société.